# Michael Balcon
Michael Elias Balcon (ur. 19 maja 1896 w Birmingham, zm. 17 października 1977 w Hartfield) – angielski producent filmowy, lider brytyjskiego przemysłu kinematograficznego.

## Życiorys
W 1922 zaczął karierę jako producent filmowy, w 1928 założył i został dyrektorem przedsiębiorstwa kinematograficznego Gainsborough Pictures, Ltd., w 1931 został kierownikiem produkcji Gaumont-British Pictures, Ltd. W latach 20. produkował krótkometrażowe filmy dokumentalne, reklamowe i fabularne, 1936-1938 pracował jako producent dla Metro-Goldwyn-Mayer. Odkrył talenty Hitchcocka, Flaherty'ego i innych reżyserów. Założył i zorganizował wytwórnię filmową Ealing (działającą 1938-1955), której 1938-1959 był producentem wykonawczym, w 1959 został niezależnym producentem filmowym. W 1948 otrzymał tytuł szlachecki. Był wyznawcą poglądu, że film powinien być przeznaczony na specyficzny rynek krajowy, w przeciwieństwie do tych, którzy chcieli rywalizować z Hollywoodem na rynku międzynarodowym, co skutkowało zrealizowaniem patriotycznych filmów podczas II wojny światowej. Po wojnie wyprodukował wiele komedii o sytuacji społecznej powojennej W. Brytanii (wiele z nich z udziałem Aleca Guinnessa), które zyskały międzynarodową popularność, m.in. Szlachectwo zobowiązuje (1949) i Jak zabić starszą panią (1955). Pod koniec życia był promotorem reżyserów z nurtu "młodych gniewnych" (T. Richardsona i K. Reisza). Napisał autobiografię A Lifetime of Films (1969). Jego wnukiem jest aktor Daniel Day-Lewis.